# Sembawang Rangers FC
Sembawang Rangers Football Club was een Singaporese voetbalclub uit Yushin, Singapore. De club werd in 1996 opgericht door de fusie van Gibraltar Crescent en Sembawang Sports Club. De club speelde vanaf 1996 tot 2003 in de S.League. Na een competitiehervorming werd de club niet meer geselecteerd voor de nieuwe competitie. De club hield op te bestaan. In de jaren dat de club heeft bestaan werden er geen prijzen gepakt.

## Bekende (oud-)spelers
- Ignacio Tuhuteru